# Zamarada astales
Zamarada astales là một loài bướm đêm trong họ Geometridae.